# Anna Zamboni
Anna Zamboni (Campofilone, 27 settembre 1951) è un'ex modella italiana eletta Miss Italia 1969.
Vinse Miss Italia nel 1969 e nel 1970 fu seconda a Miss Europa e nona a Miss Universo. In seguito si dedicò alla carriera di modella e a partire dal 2007 sfilò per le taglie forti di Maria Grazia Severi.

## Filmografia
- Hanno rubato un tram, regia di Aldo Fabrizi (1954)
- Philo Vance – miniserie TV, episodio La canarina assassina (1974)